# Luxation congénitale de la hanche
 Mise en garde médicale
La luxation congénitale de la hanche est une affection du nouveau-né, symptomatique de dysplasie congénitale ou développementale de l'acetabulum.

## Introduction
Les anomalies chez le nouveau-né ou l'enfant connues sous le terme de dysplasie acétabulaire et subluxation ou luxation de la tête du fémur hors du cotyle (ou acetabulum), parce qu'ils sont présents à la naissance, sont longtemps étiquetées comme dysplasie ou luxation “congénitale” de hanche (Enseignement Hôpital Necker, Paris, Judet J. 1964)[source insuffisante].
Westin et al. (Westin GW, Ilfeld FW, Makin M et Paterson D., 1988)[source insuffisante] publient des observations de luxation “tardive” de hanche chez des enfants qui, nouveau-nés, ont un examen clinique et radiographique normal : ainsi naît le terme « dysplasie développementale de hanche » (DDH).
Depuis deux décennies (AAOS San Francisco, mars 2008)[source insuffisante], ce terme DDH est utilisé pour décrire toutes les dysplasies de hanche, ce qui a au moins pour avantage de traduire au mieux les incertitudes concernant l'heure exacte du début et le moment optimal du dépistage de l'affection.

## Mécanismes
Il y a trois mécanismes principaux :
- pathologies localisées telles que maladie de Legg-Perthes-Calvé, dysplasie congénitale de la hanche, épiphysiolyse ;
- facteurs mécaniques : inégalité de longueur des membres inférieurs, déformations en varus/valgus, syndrome d'hyperlaxité ;
- dysplasie osseuse : épiphysaire, spondylo-épiphysaire…

## Dépistage
La radiographie n’a plus sa place dans le dépistage jusqu’à 3 mois.
La stratégie diffère selon le pays. Par exemple, en Autriche, le dépistage par échographie est systématique.
En France, la HAS propose un dépistage d'abord clinique, le plus tôt possible, de préférence avant la fin du premier mois, sinon avant 3 mois, à répéter lors de chaque examen systématique jusqu’à la marche. Pour les bébés, un test possible est celui du signe de Galeazzi. L’échographie est indiquée quand existent des signes cliniques, ou si facteurs de risque, en particulier présentation du siège, antécédents familiaux du premier degré, ou éléments du syndrome postural, dès l’âge de 1 mois.
Le recours systématique à l'échographie diminuerait la nécessité d'une chirurgie mais ce risque reste faible.
Chez les nourrissons présentant des hanches instables ou légèrement dysplasiques, les ultrasons différés et la pose d'attelle ciblée réduisent le traitement sans augmentation significative du taux de diagnostic tardif ou de chirurgie.

## Méthodes orthopédiques
Toute luxation congénitale de hanche nécessite un traitement et un suivi par un chirurgien orthopédiste pédiatre afin que la réduction soit acquise, ce qui permettra une acquisition de la marche sans boiterie par l’enfant.
Une réduction orthopédique, c’est-à-dire sans chirurgie, est quasiment toujours tentée. En fonction de l’examen clinique de l’enfant et de son âge :
- réduction par Harnais de Pavlik : celle-ci peut être tentée de la naissance jusqu’à 8 mois à peu près. La luxation ne doit pas être haute pour que cette méthode soit tentée ;
- réduction par traction en hospitalisation puis contention.